# یواس‌اس ادوریا (اس‌پی-۵۴۹)
یواس‌اس ادوریا (اس‌پی-۵۴۹) (به انگلیسی: USS Edorea (SP-549)) یک کشتی بود که طول آن ۱۳۷ فوت ۴ اینچ (۴۱٫۸۶ متر) بود. این کشتی در سال ۱۹۰۹ ساخته شد.